# Caroline Townshend, 1.ª Baronesa Greenwich
Caroline Townshend, 1.ª Baronesa Greenwich (nascida Caroline Campbell, 17 de novembro de 1717 - 11 de janeiro de 1794) foi uma baronesa britânica, filha de John Campbell, 2.º Duque de Argyll e de Jane Warburton. 
Em 2 de outubro de 1742, ela se casou com Francis Scott, Conde de Dalkeith (um filho do 2.º Duque de Buccleuch) e levou o título de Condessa de Dalkeith. Eles se tornaram pais do 3.º Duque. Francis morreu em 1750. Cinco anos depois em 15 de Agosto 1755, ela se casou com Charles Townshend (um filho dO 3.º Visconde Townshend).
Em 28 de agosto 1767, ela recebeu o título de Baronesa Greenwich, (uma homenagem ao título do seu falecido pai, Duque de Greenwich) como uma adição especial pelo uso predominantemente masculino do nome Townshend. Como seus dois filhos morreram antes dela, o título tornou-se extinto após sua morte em 1794, aos 76 anos.